# Strand (Londra)
Lo Strand è una strada di Londra, nel distretto urbano della Città di Westminster. Inizia a Trafalgar Square e, proseguendo verso est, termina in Fleet Street dove si trovava il Temple Bar che segnava il limite della City di Londra.
Alla fine dello Strand sorgono due antichi edifici di culto di Londra: la chiesa di St Clement Danes e quella di St Mary-le-Strand. Nei pressi dello Strand ha inoltre sede una delle più prestigiose sedi universitarie di Londra: il King's College London, uno dei due college fondatori dell'Università di Londra.
Sono esistite due stazioni di metropolitana chiamate Strand: una sulla Piccadilly Line, successivamente chiamata Aldwych, poi chiusa nel 1994 ed una sulla Northern Line ora facente parte della stazione di Charing Cross.
Lo Strand fu fra il 1855 e il 1900 un distretto metropolitano di Londra che raggruppava quattro parrocchie e due libertà.

## Collegamenti
- Distretto dello Strand